# بئی یانگ

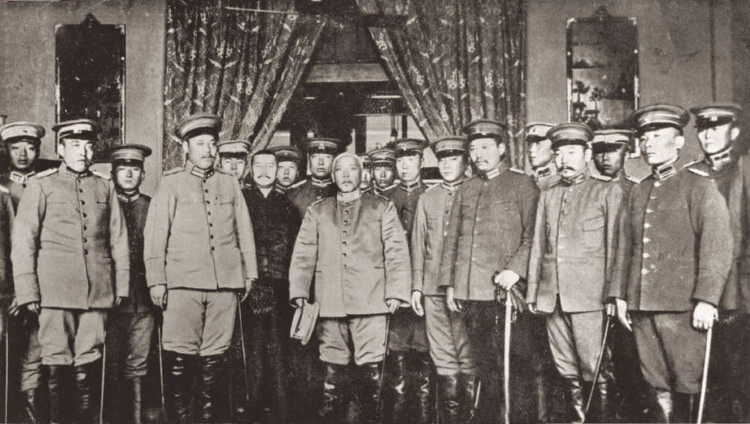
کابینه دولت بئی یانگ

دولت بئی یانگ که گاهی به صورت پئی یانگ نیز تلفظ می شود اشاره دارد به دولت جمهوری چین که بین سالهای ۱۹۱۲ تا ۱۹۲۸ در چین حکومت می کرد و مقرش در پکن بود.
حکومت بئی یانگ در سطح بین‌المللی به عنوان دولت قانونی چین به رسمیت شناخته می شد و نام خود را از ارتش یئی یانگ اخذ کرده بود. ارتش بئی یانگ نیرویی نظامی بود که توانسته بود با قیام خود به رهبری یوآن شیکای سیاست های خود را بر کشور چین تحمیل نماید. شیکای از ژنرال های حکومت سابق چین یعنی دودمان چینگ بود.